# Нефуд
Нефуд (на арабски: صحراء النفود) е общото название на няколко пясъчни пустини на Арабския полуостров, в Саудитска Арабия. Най-обширните от тях са Голям Нефуд, Малък Нефуд (Дехна) и Нефуд ед Дахи.

## Голям Нефуд
Голям Нефуд е пустиня в северната част на полуострова с площ около 70 хил. km² и надморска височина от 600 до 1000 m. Простира се между 27 и 30° с.ш. и 38 и 44° и.д. Представлява обширна пластова равнина с крупни масиви от подвижни пясъци (относителна височина до 100 m), редуващи се с участъци от каменисти хамади. Има изолирани ниски масиви, изградени основно от силно изветрели червеноцветни пясъчници, обуславящи преобладаващите червеникави оттенъци на пясъците. Има многочислени сухи речни корита (уади). Климатът е тропичен, рязко континентален. Средната юлска температура е над 30°С (максимална до 54°С), средната януарска над 10°С, а годишната сума на валежите е около 100 mm. Духат постоянни силни ветрове. Растителността е оскъдна представена от редки участъци с пелин, а в по-влажните години с голямо количество ефемери. Срещат се хиена, чакал, дива котка, газела, многочислени гризачи и гущери. По периферията на пустинята са разположени на рядко оазиси.

## Малък Нефуд (Дехна)
Пустинята Малък Нефуд (Дехна) заема тясна (от 20 до 70 km) ивица представляваща коритото на древна река, простираща се на 1200 km от пустинята Голям Нефуд на север до пустинята Руб ал-Хали на юг. Средната ѝ надморска височина е около 450 m. Масивите от подвижни и закрепени пясъци са ограничени от източните куестови склонове на планината Тувайк. На изток на отделни участъци се среща бял саксаул.

## Нефуд ед Дахи
Пясъчната пустиня Нефуд ед Дахи заема централната част на Арабския полуостров. Дължината ѝ от север на юг е около 500 km, а ширината до 100 km. Състои се от големи масиви от подвижни барханни пясъци. Рядката пустинна растителност на всичките пустини се използва за бедни сезонни пасища.